# Húslégyfélék
A húslégyfélék (Sarcophagidae) a légyalkatúak alrendjének (Brachycera), a valódilégy-alakúak alrendágának (Muscomorpha), azon belül a bagócsok öregcsaládjának (Oestroinea) egyik családja. Egyes korábbi rendszerekben nem tekintették őket különálló családnak, hanem a fémeslégyfélék családjába (Calliphoridae) osztották be.

## Jellemzőik
A húslegyek alapvető habitusa nagyon emlékeztet a fémeslegyekére, de testük soha nem olyan fémesen csillogó, hanem inkább szürkés-feketés. Torukon általában hosszanti sávok találhatók, potrohuk pedig sakktáblaszerűen „kockázott”. A fémeslegyektől egyéb, kevésbé feltűnő jellegzetességek is elkülönítik őket: más az ivarkészülékük felépítése és kifejlődése, illetve a serték elrendeződése a testen.

## Egyedfejlődésük
Sok húslégyfaj elevenszülő, azaz a nyű már az anyaállat testében elhagyja a peteburkot. A peték megtermékenyítése 3 ondótartály ondósejtjeiből történik. A lárvák, hosszúkás, orsó alakúak. A lárvák életformája ebben a csoportban is igen változatos. A korhadékevőktől kezdve a valódi parazitákig mindenféle átmenet megtalálható. Ismeretesek húsevő, és ebből következően dögökben fejlődő, ürülékben, méhfélék fészkeiben, méhlárvákon, sáskák kokonjaiban (petetok), virágporon élők is. A húslégyfélék között találjuk az ember néhány veszedelmes ellenségét is: a Wohlfahrtia magnifica nevű faj az szabadban alvó ember szemébe vagy fülébe rakhatják lárváikat. A kikelő, falánk kis nyüvek órák alatt szétroncsolhatják az ember szemét illetve fülét.

## Jellegzetes hazai fajok
A család típusfaja a közismert, gyakran látható kockás húslégy (Sarcophaga carnaria). Ez a faj gyakran látható húsokon és más fehérjetartalmú anyagokon. Lárvái gilisztákban fejlődnek.
Magyarországon is előfordul a szép megjelenésű buckalégy (Mesomelena mesomelaena), mely a húslegyek családján belül a kakukklegyek alcsaládjába (Miltogrammatinae) tartozik. Ezekre a fajokra jellemző, hogy a lárvák darazsak és méhek fészkeiben fejlődnek, ahol először csak a tartalékolt raktáranyagokat falják fel, majd megtámadják a gazdaállat lárváit is, tehát parazita életmódúak.